# デニス・ファンデルヘースト
デニス・ファンデルヘースト（Dennis van der Geest 1975年6月27日- ）は、オランダのハールレム出身の柔道選手である。階級は100kg超級。身長196cm。体重127kg。100kg級で活躍しているエルコ・ファンデルヘーストは弟にあたる。

## 人物
1997年の世界選手権無差別で3位となった。1999年のヨーロッパ選手権無差別ではフランスのダビド・ドゥイエに払巻込で一本勝ちしたものの、結果として3位に終わった。続く世界選手権無差別では、2回戦で日本の篠原信一に内股すかしで敗れたが、その後持ち直して3位となった。2000年シドニーオリンピックでは初戦でロシアのタメルラン・トメノフに敗れた。翌年の世界選手権では無差別で3位となったが、2003年の世界選手権では決勝で日本の棟田康幸に指導3で敗れて2位に終わる。翌年のアテネオリンピックでは銅メダルを獲得した。この時、一緒に出場した弟のエルコは、100kg級の準々決勝で日本の井上康生に背負投で一本勝ちしながら結果としては5位に終わり、兄弟でのメダル獲得はならなかった。2005年の世界選手権無差別の決勝では、それまで分のよくなかったトメノフを体落で破って、30歳にして世界チャンピオンとなった。しかし2008年北京オリンピックでは初戦でトメノフの前に敗れた。その後、引退して現在はDJとして活躍している。

## 主な戦績
(階級表記のない大会は全て100kg超級での成績)
- 1994年 - ヨーロッパジュニア　　95kg超級　2位
- 1995年 - ヨーロッパジュニア　95kg超級　3位
- 1997年 - ハンガリー国際　95kg超級　優勝
- 1997年 - ヨーロッパ選手権　95kg超級　2位
- 1997年 - 世界選手権　無差別　3位
- 1998年 - ヨーロッパ選手権　無差別　3位
- 1998年 - 世界学生　3位
- 1999年 - フランス国際　優勝
- 1999年 - チェコ国際　優勝
- 1999年 - ヨーロッパ選手権　無差別　3位
- 1999年 - ユニバーシアード　2位
- 1999年 - 世界選手権　無差別　3位
- 2000年 - ドイツ国際　3位
- 2000年 - ヨーロッパ選手権　優勝
- 2000年 - 世界学生　3位
- 2001年 - ドイツ国際　3位
- 2001年 - ヨーロッパ選手権　無差別　2位
- 2001年 - 世界選手権　無差別　3位
- 2001年 - ユニバーシアード　優勝
- 2002年 - ドイツ国際　優勝
- 2002年 - ヨーロッパ選手権　100kg超級　3位　無差別　優勝
- 2003年 - フランス国際　2位
- 2003年 - ヨーロッパ選手権　無差別　2位
- 2003年 - 世界選手権　2位
- 2004年 - ドイツ国際　3位
- 2004年 - ヨーロッパ選手権　3位
- 2004年 - アテネオリンピック　3位
- 2005年 - ヨーロッパ選手権　3位
- 2005年 - 世界選手権　無差別　優勝
- 2008年 - スペイン国際　2位